# Гигантский ибис
Гига́нтский и́бис (лат. Pseudibis gigantea) — вид птиц семейства ибисовых (Threskiornithidae). Основной ареал охватывает север Камбоджи, отчасти юг Лаоса. Национальная птица Камбоджи. Находится на грани исчезновения.

## Места обитания и ареал
Гигантский ибис — обитатель околоводных равнинных местообитаний. Он встречается около рек и озёр, на болотистых открытых землях, реже в более или менее сомкнутых листопадных лесах вблизи прудов и временных водоёмов, на рисовых чеках. 
Прежде ареал птицы был значительно шире: юго-восток Таиланда, центральная и северная Камбоджа, юг Лаоса и юг Вьетнама. До 1920-х годов гигантский ибис был обычен в дельте Меконга. К XXI веку ареал сократился: теперь во Вьетнаме встреч этих птиц почти не фиксируют. Достоверно они отмечены лишь в национальном парке Йокдон. В Таиланде гигантский ибис исчез.

## Описание
Самый большой ибис мировой фауны. Взрослые птицы длиной 102—106 см, высотой до 100 см и весом более 4 кг. Оперение тёмно-бурое, верх головы и верх шеи сероватые, без оперения. Клюв желтовато-коричневого цвета, ноги оранжевые, глаза тёмно-красные. 

## Образ жизни
Образ жизни гигантских ибисов мало изучен. Это оседлые территориальные птицы. Кормятся они обычно парами или небольшими семейными группами, иногда в смешанных группах с бородавчатыми ибисами. Питаются как водными и околоводными беспозвоночными, так и мелкими позвоночными (рыбы, амфибии, рептилии) животными, вылавливая их на прибрежных мелководьях. В случае обилия саранчи и цикад охотно используют эти виды корма, а также зерно.
Гнёзда строят на деревьях, предпочитая виды рода Dipterocarpus, расположенные вдали от поселений человека (обычно, не ближе 4 км). В сезон дождей (с июня по сентябрь) самка откладывает два яйца. Кормом для птенцов служат различные беспозвоночные, особенно дождевые черви, которых родители собирают на влажных лугах

## Охранный статус
Гигантский ибис находится на грани исчезновения и внесён в Красный список МСОП в связи с неуклонно сокращающейся численностью и уничтожением мест обитания. В 2014 году в пределах всего ареала число взрослых птиц оценивалась в 194 особи, что примерно соответствует общей численности 290 птиц. Площадь ареала 24700 км2 . Основные угрозы учёные видят в продолжающемся обезлесивании и освоении равнинных территорий в Камбодже и, в связанной с ними фрагментацией местообитаний. 
Гигантский ибис выбран национальной птицей Камбоджи.